# Carl Söderlund
Carl (Charles) Gustaf Söderling, född 8 januari 1860 i Stockholm, död 1 december 1905 i Paris, var en svensk tecknare och etsare.
Han var son till skoarbetaren Per Gustaf Söderlund och Catharina Jansdotter. Söderlund flyttade till Paris 1882 och studerade etsningstekniken för etsaren Charles Courtry och målning för målaren Fernand Cormon. Han var därefter under flera år anställd som gravör vid firman Chevalier i Paris. Han räknades som en framstående reproduktionsgrafiker som i linjeetsning återgivit ett stort antal franska mästares verk. Hans mest kända blad är Filosofen efter Rembrandt och Spetsknypplerskan efter Verner van Delft. Han utförde även originalarbeten där porträtter av Pontus Fürstenberg hör till hans mest kända. Som grafiker medverkade han i utställningar i Paris och hedrades på Parissalongen 1894 med mention honorable och vid Världsutställningen 1900 tilldelades han en silvermedalj. I Sverige medverkade han i Göteborgsutställningen 1891 och utställningar arrangerade av Svenska konstnärernas förening. Som illustratör medverkade han i tidskriften L´Art i Paris. Söderling är representerad vid Nationalmuseum och Kungliga biblioteket.